# Ruralna geografija
Ruralna geografija je grana geografije koja istražuje i proučava seoska naselja, njihov postanak, oblik i funkcije, odnosno područja izvan gradova i gradskih aglomeracija.
Bavi se proučavanjem geografskih i drugih faktora koji utječu na postanak, razvoj i osnovnu funkciju (poljoprivrednih) seoskih naselja. Izdvaja i proučava tipove sela katrakteristične za određene pokrajine i države, zakonitosti njihovog razmještaja i teritorijalnog grupiranja, veze s okolinom, a posebno s gradskih sredinama.
Prvi koji se bavio pitanjima ruralne geografije bio je njemački ekonomist Johann Heinrich von Thünen koji je analizirao odnose gospodarstva i prostornog uređenja u svom djelu "Izolirana država" (njem.: Der isolierte Staat in Beziehung auf Landwirthschaft und National-őkonomie).